# 2012-es China Open
A 2012-es China Open tenisztornát Kína fővárosában, Pekingben rendezték meg 2012. szeptember 29. és október 7. között. A férfiak számára 2012-ben az ATP World Tour Masters 1000 kategóriába tartozó verseny 14. kiadását tartották meg, a nők számára 9. alkalommal került sor a Premier Mandatory kategóriájú eseményre.

## Győztesek
A férfiaknál az első kiemelt Novak Đoković szerezte meg egyéniben a győzelmet, miután az 1 óra 42 percig tartó fináléban 7–6(4), 6–2-re felülmúlta a francia Jo-Wilfried Tsongát. A szerb játékosnak ez volt karrierje harminckettedik egyéni diadala, amelyet ötvenegy döntőből tudott elérni. A kínai fővárosban harmadszor sikerült győznie, így az Australian Open, Dubaj, Miami és a Canada Masters után az ötödik olyan tornája lett a pekingi, amelyet legalább háromszor megnyert.
A nőknél a világelső Viktorija Azaranka nyert, a 87 percig tartó döntőben 6–3, 6–1-re felülmúlva a második kiemelt Marija Sarapovát. A fehérorosz játékos pályafutása tizenharmadik egyéni WTA-diadalát aratta, a márciusi Indian Wells-i sikere óta az elsőt. A Sarapova elleni kemény pályás mérlege ezzel továbbjavult 6–2-re, míg döntőbeli találkozásaik során már az ötödik sikerét aratta egy vereséggel szemben. Ez utóbbiakból négyre ebben a szezonban került sor: ezt megelőzően januárban az Australian Openen, majd márciusban az említett Indian Wells-i viadalon Azaranka nyert, míg az áprilisi stuttgarti versenyen Sarapova.
A férfiaknál párosban – szettveszteség nélkül – a Bob Bryan–Mike Bryan-kettős szerezte meg a tornagyőzelmet, miután az 57 perces fináléban 6–3, 6–2-re felülmúlták a Carlos Berlocq–Denis Istomin-duót. A Bryan ikrek 2009 és 2010 után harmadszor diadalmaskodtak a kínai fővárosban, a szezon során a hetedik versenyüket nyerték meg, miközben három döntőt veszítettek el. Mike karrierje nyolcvannegyedik páros tornagyőzelmének örülhetett, amivel egyedüli csúcstartóvá vált a férfiak mezőnyében, miután lehagyta a nyolcvanhárom győzelemig jutó ausztrál Todd Woodbridge-et. Bob a nyolcvankettedik diadalát aratta, s ez volt a százhuszonhatodik döntője, míg Mike-nak a százhuszonkilencedik. A szezon során az ötvenkilencedik mérkőzésüket nyerték meg, s csupán kilencet veszítettek el.
A női páros döntőben a Jekatyerina Makarova–Jelena Vesznyina-kettős 7–5, 7–5-re győzte le Nuria Llagostera Vivest és Szánija Mirzát. A két orosz játékosnak ez volt az első közös győzelme, amióta májusban összeálltak; azóta két finálét veszítettek el, az egyiket Rómában, a másikat Madridban. A korábbi években más partnerrel mindketten voltak már döntősök Pekingben: Vesznyina 2006-ban Anna Csakvetadzéval, míg Makarova 2009-ben Alla Kudrjavcevával.

### Férfi egyes
Novak Đoković –  Jo-Wilfried Tsonga 7–6(4), 6–2

### Női egyes
Viktorija Azaranka –  Marija Sarapova 6–3, 6–1

### Férfi páros
Bob Bryan /  Mike Bryan –  Carlos Berlocq /  Denis Istomin 6–3, 6–2

### Női páros
Jekatyerina Makarova /  Jelena Vesznyina –  Nuria Llagostera Vives /  Szánija Mirza 7–5, 7–5

## Világranglistapontok
| Eredmény           | Férfi egyes | Férfi páros | Női egyes | Női páros |
| ------------------ | ----------- | ----------- | --------- | --------- |
| Győzelem           | 500         | 500         | 1000      | 1000      |
| Döntő              | 300         | 300         | 700       | 700       |
| Elődöntő           | 180         | 180         | 450       | 450       |
| Negyeddöntő        | 90          | 90          | 250       | 250       |
| 16 között          | 45          | 0           | 140       | 140       |
| 32 között          | 0           | –           | 80        | 1         |
| 64 között          | –           | –           | 5         | –         |
| Főtáblára jutás    | 20          | –           | 30        | –         |
| Selejtező (döntő)  | 10          | –           | 20        | –         |
| Selejtező (1. kör) | 0           | –           | 1         | –         |

## Pénzdíjazás
A torna összdíjazása a férfiak számára 3 441 500, a nőknek 4 828 050 amerikai dollár volt.
| Eredmény           | Férfi egyes | Férfi páros | Női egyes | Női páros |
| ------------------ | ----------- | ----------- | --------- | --------- |
| Győzelem           | 530 570 $   | 156 740 $   | 848 000 $ | 290 800 $ |
| Döntő              | 239 200 $   | 70 720 $    | 424 000 $ | 145 446 $ |
| Elődöntő           | 113 310 $   | 33 350 $    | 185 290 $ | 57 980 $  |
| Negyeddöntő        | 54 675 $    | 16 120 $    | 81 400 $  | 24 340 $  |
| 16 között          | 27 880 $    | 8270 $      | 40 700 $  | 10 224 $  |
| 32 között          | 15 330 $    | –           | 21 815 $  | 4640 $    |
| 64 között          | –           | –           | 12 925 $  | –         |
| Selejtező (döntő)  | 1725 $      | –           | 2854 $    | –         |
| Selejtező (1. kör) | 955 $       | –           | 1475 $    | –         |